# Club Natación y Gimnasia
El Club Natación y Gimnasia, es una institución deportiva argentina de hockey sobre césped femenino y rugby masculino con sede en la ciudad de San Miguel de Tucumán.
Como equipo de rugby es miembro de la Unión de Rugby de Tucumán y en la actualidad compite en el Torneo Nacional de Clubes B; segunda división del rugby argentino, tras haber descendido en 2018.
El equipo de hockey es miembro de la Asociación Tucumana de Hockey, compite en los torneos realizados por este y en los torneos realizados por la Confederación Argentina de Hockey.

## Historia
El Club Natación y Gimnasia se fundó el 21 de febrero de 1930 en el local de "Pileta y baños públicos 9 de Julio", hoy Club Tucumán de Gimnasia. La sede propia, se plasmó en el solar de Avenida Benjamín Aráoz al 700, y fue inaugurada el 29 de diciembre de 1939.
Las obras se promovieron con gran pompa, por entonces eran las instalaciones más modernas e importantes del norte del país. 
En su cancha comenzó a jugarse seriamente al rugby y el campo que hoy perdura en la Escuela Universitaria, es testigo del nacimiento de ese deporte en estas tierras.
El 17 de julio de 1941 se constituyó la Subcomisión de Rugby de la mano de un socio del club, el profesor Mario Santamarina, un exjugador del San Isidro Club de Buenos Aires que había llegado a Tucumán, junto a su amigo Girio Berzero. Ambos eran estudiantes de Psicología y se ganaban la vida como profesores de Educación Física en el Colegio Nacional Bartolomé Mitre. Acompañados por Isaías Nougués y Mario Leal Santillán, se convirtieron en puntales del nuevo deporte. De ellos fue la idea de poner los primeros arcos en forma de “Hache” y de traer las primeras pelotas ovaladas, con las cuales, la juventud tucumana comenzó a desgranar los secretos de este deporte nacido en una escuela de Inglaterra. Pronto, un importante grupo de entusiastas del Colegio Sagrado Corazón y del Colegio Nacional, comenzaron las prácticas. Así se fueron integrando los equipos de Rugby de Natación y Gimnasia y que luego permitirían el nacimiento de otros tres clubes: Tucumán Rugby, Universitario y Cardenales, equipos estos que dieron vida en febrero de 1944 a la Unión de Rugby del Norte. Ese año también se disputó el primer campeonato anual, jugado entre los fundadores y Atlético Tucumán y Tucumán de Gimnasia. 
En 1947, circunstancias de orden político y financiero, determinaron la entrega de la sede asocial a la Universidad Nacional de Tucumán para el funcionamiento de la Escuela de Educación Física. 
Sin embargo, lejos de desanimar a sus dirigentes, los que constituían la subcomisión de rugby hicieran gestiones para aprovechar el picadero de la ex Sección Hípica, logrando habilitar allí una cancha y reiniciar con esfuerzo el derrotero del club. Comandados por  Carlos De La  Serna, quién junto a Juan Luis  Aráoz y otros muchachos, evitaron que el rugby de Natación se perdiera. De La Serna fue el hombre de mayor erudición rugbystica en Tucumán. Aparte de ser jugador del Club y del Combinado, fue entrenador de larga data tanto en su Club como en el Seleccionado Tucumano. Como detalle agregó que fue el primer entrenador del Seleccionado de Provincias del Interior, juntamente con el Vasco Güena; de Córdoba. 
De aquellos años fundadores se recuerda un equipo integrado por Drago, Postiglioni, Marquitos Romero, Cerviño, Vallejo; Carlos y Fernando De La Serna, José Luis y Hugo Foguet, Jorge y Marcos Muñoz, Mora, Iguzquiza; Diosque, Uslenghi, Zavalía, Zavalla; los Malmierca, el “Cuervo” Machado, el “Robot” Campos, Ritorto, entre tantos.
Hablar de Natación y Gimnasia es recordar también a la familia Ascárate, que comienza su historia con don Ricardo  -únicamente dirigente- padre de Ricardito ( el primer “Requeté”),  y de Miguel, un extraordinario wing derecho de aquella época. Abuelo también de Ricardo que jugó muchos años en el Combinado tucumano; bisabuelo del último de los “Requeté” (me refiero a Gabriel Ascárate ). Toda una dinastía.”
En la actualidad, cuenta con una buena cancha, amplias tribunas y luz artificial, además de un confortable salón. En la década del 90 se sumó el complejo deportivo “Juan Luis Aráoz”, (en homenaje a uno de sus más activos dirigentes) de cuatro hectáreas, que construyeron a una cuadra, donde cuentan con varias canchas de rugby, una de hockey y paddle,  además de un cómodo quincho. La pujanza de los pioneros se vio premiada con la obtención de siete títulos de primera en los torneos anuales organizados por la URT y en un aporte constante de jugadores a los diferentes seleccionados, tanto provinciales como nacionales, en las categorías mayores y juveniles. También fue uno de los precursores del rugby infantil en la provincia. 
Su presidente actual, Raúl Basilio, continúa la tradición de dirigentes de gran envergadura con los que contó la institución.
El Club Natación y Gimnasia ha dado al Rugby tucumano jugadores excepcionales, tales como Gabriel “Mocho” Palou, un líder que condujo a su equipo, tanto como capitán y luego como entrenador, consiguiendo dos campeonatos en los años 1995 y 1996. 
En la actualidad, “el Puma” Omar Hasán (de descollante actuación en el último mundial de rugby), sin dudas es  el máximo referente del club decano del Rugby del NOA. Por su parte, el referido Gabriel Ascárate se ha convertido en el jugador con mayor proyección nacional e internacional que tiene el club para los próximos años. 
El rugby se estableció en 1941. En 1944 el club junto a Cardenales RC, Tucumán RC y Universitario RC fundaron la Unión de Rugby de Tucumán.

### Jugadores destacados
3 de sus jugadores llegaron a jugar en los Pumas.
- Omar Hasan (1990–1996): jugó 65 partidos con los Pumas, entre ellos, los mundiales de Gales 1999, Australia 2003 y Francia 2007.
- Gabriel Ascárate (2006–2009): jugó en los Pumas y en los Jaguares.
- Javier Díaz (2015–2017): juega en los Jaguares.

## Palmarés
| Torneos de Rugby oficiales       | Torneos de Rugby oficiales                       |
| Competición                      | Títulos                                          |
| -------------------------------- | ------------------------------------------------ |
| Anual Tucumano (8)               | 1947, 1949, 1955, 1957, 1961, 1995, 1996 y 2024. |
| Torneo Regional del Noroeste (1) | 2017.                                            |